# Mindent anyámról
A Mindent anyámról (eredeti cím: Todo sobre mi madre) 1999-ben bemutatott spanyol–francia filmdráma, amelyet Pedro Almodóvar írt és rendezett. A film olyan témákkal foglalkozik, mint az AIDS, a homoszexualitás, a cross-dressing, a hit vagy az egzisztencializmus.
A forgatókönyv Almodóvar korábbi, Titkom virága című filmjének egyik jelenetén alapul, amelyben orvostanhallgatók szerepeltek, akiket arra képeznek ki, hogy a gyászoló hozzátartozókat győzzék meg arról, hogy engedjék rokonaik szerveit másoknak adni, hiszen ebben a filmben egy autóbalesetben meghalt tinédzser anyja áll a középpontban.

## Cselekmény
|  | Alább a cselekmény részletei következnek! |

A film középpontjában Manuela áll, aki a madridi Ramón y Cajal kórházban nővérként felügyeli a donorszerv-átültetéseket. Egyetlen fia, a tizenéves Esteban írónak készül.
Tizenhetedik születésnapján Estebant elüti egy autó és meghal, amikor éppen a híres színésznő, Huma Rojo után szalad autogramért, egy A vágy villamosa előadás után, amelyben Blanche DuBois-t alakította. Manuela megállapodik a kollégáival, hogy a fia szívét egy La Coruña-i férfinak adják. Miután elment fia szívéért, Manuela felmond a munkahelyén és elutazik Barcelonába, ahol megpróbálja megkeresni fiának apját, Lolát, egy transzvesztitát, akinek a létezéséről fia nem tudott és aki elől eltitkolta fia létezését is.
Manuela Bercelonában újra összejön régi barátjával Agradóval, a melegszívű és okos transzszexuális prostituálttal. Ezenkívül megismerkedik még számos emberrel, akikkel azután komoly kapcsolatba kerül: Rosa fiatal apáca, aki az erőszak áldozataivá vált prostituáltak menhelyén dolgozik és teherbe esett Lolától; Huma Rojo, a színésznő, akit a fia annyira imádott, és a kábítószerfüggő Nina Cruz, Huma színészpartnere és szeretője. Az élete összefonódik a fenti szereplőkével, amikor Rosáról gondoskodik annak terhessége alatt, illetve Humának dolgozik személyi asszisztensként, sőt még a színházban is beugrik Nina helyett, amikor az utóbbi a kábítószerezés miatt erre éppen képtelen.
A kórházba menet Rosa megkéri a taxisofőrt, hogy álljon meg egy park mellett, ahol meglátja apja kutyáját, Sapicot, majd apját is, aki Alzheimer-kórban szenved. A férfi nem ismeri meg Rosát és megkérdi, hány éves és hogy hívják, ugyanakkor Sapic, a kutya okosabb, ő megismeri Rosát. Rosa meghal fia szülése közben, és Lola és Manuela végleg újra összekerülnek Rosa temetésén. Lola (akit korábban Estebannak hívtak) AIDS-ben haldoklik és arról mesél, hogy mindig mennyire akart egy fiút, erre Manuela mesél neki az ő Estebanjáról és hogy az meghalt autóbalesetben. Manuela ezután örökbe fogadja Rosa gyermekét, Estebant és ott marad vele Rosa szüleinek házában. Az apa nem érti, kicsoda Manuela és Rosa anyja azt mondja neki, hogy ő az új szakácsnő, aki most a fiával itt lakik velük. Ekkor Rosa apja megkérdi Manuelát, hogy hány éves és milyen magas.
Manuela bemutatja Estebant (Rosa fiát) Lolának és ad neki egy fényképet az ő saját Estebanjáról. Rosa anyja meglátja őket az utcán és kérdőre vonja Manuelát, hogy miért mutogatja a csecsemőt idegeneknek. Manuela elmondja neki, hogy Lola Esteban apja, amire Rosa anyja feldúlva azt mondja: "Ez az a szörnyeteg, aki megölte a lányomat?!"
Manuela Estebannal visszaszökik Madridba, képtelen tovább élni Rosa házában, mivel a nagymama attól fél, hogy elkaphatja az AIDS-t a gyermektől. Levelet ír Humának és Agradónak, amelyben elmondja, hogy elmegy és még egyszer bocsánatot kér, hogy nem búcsúzott el tőlük, ahogy azt évekkel ezelőtt is tette. Két évvel később Manuela visszatér Estebannal egy AIDS-konferenciára, és elmondja Humának és Agradónak, akik most együtt dolgoznak egy színpadi show-ban, hogy Esteban csodálatos módon nem örökölte a vírust. Ezután elmondja, hogy visszatér, hogy Esteban nagyszüleivel éljen. Amikor Humát Nina felől kérdezi, az szomorú lesz és elmegy. Agrado elmondja Manuelának, hogy Nina visszament a szülőfalujába, megházasodott és neki is van egy ronda kövér gyereke.
|  | Itt a vége a cselekmény részletezésének! |

## Szereplők
| Karakter                       | Színész               | Magyar hang         |
| ------------------------------ | --------------------- | ------------------- |
| Manuela Coleman Echevarría     | Cecilia Roth          | Kovács Nóra         |
| Huma Rojo                      | Marisa Paredes        | Andai Györgyi       |
| Nina Cruz                      | Candela Peña          | Urbán Andrea        |
| Agrado                         | Antonia San Juan      | Egri Kati           |
| María Rosa Sanz nővér          | Penélope Cruz         | Majsai-Nyilas Tünde |
| Rosa anyja                     | Rosa Maria Sardà      | Borbáth Ottília     |
| Rosa apja                      | Fernando Fernán Gómez | Sallai Tibor        |
| Orvos ("A vágy villamosa"-ban) | Fernando Guillén      |                     |
| Lola                           | Toni Cantó            | Seder Gábor         |
| Esteban Coleman Echevarría     | Eloy Azorín           | Hamvas Dániel       |
| Mario                          | Carlos Lozano         | Bozsó Péter         |
| Orvos                          | Manuel Morón          | Katona Zoltán       |
| Orvos                          | José Luis Torrijo     | Vizy György         |

## Bemutató
A film világpremierje 1999. április 8-án volt Spanyolországban, április 16-ától vetítették a mozikban. Bemutatták az 1999-es cannes-i filmfesztiválon, a Karlovy Vary-i Nemzetközi Filmfesztiválon, az Aucklandi Filmfesztiválon, az Austini Filmfesztiválon, a Thesszaloniki Nemzetközi Filmfesztiválon és a New York-i Filmfesztiválon is. 

## Fogadtatás

### Bevételi adatok
A film Spanyolországban 9 962 047 euró bevételt hozott. Az USA-ban 8 272 296, míg külföldön 59 600 000 dollárt termelt, így összbevétele világszerte 67 872 296 dollár lett.

### Díjak és jelölések
A film számos díjat nyert el különféle hazai és nemzetközi filmfesztiválokon:
Ezek közül a legrangosabbak:
- Oscar-díj – Legjobb idegen nyelvű film (2000)
- Európai Filmdíj a legjobb európai filmnek (2000)
- Európai Filmdíj a legjobb európai színésznőnek (2000)
- 1999-es cannes-i filmfesztivál
  - legjobb rendezés díja
  - Ökumenikus zsűri díja
- Golden Globe-díj – Legjobb idegen nyelvű film (2000)
- BAFTA-díj a legjobb nem angol nyelvű filmnek; BAFTA-díj a legjobb rendezőnek (2000)
- César-díj a legjobb külföldi filmnek (1999)
- A 15. Goya-díjátadón (2000) a legjobb film, a legjobb rendező, a legjobb női főszereplő és a legjobb női mellékszereplő kategóriákat nyerte meg a 12 kategóriából, amelyben összesen jelölték.

## Színházi adaptációk
A film színházi adaptációját Samuel Adamson írta, világpremierje a londoni Old Vic színházban volt 2007. szeptember 4-én. Ez volt Almodóvar műveinek első angol nyelvű színházi adaptációja, amelyhez minden támogatását és hozzájárulását megadta. A film zeneszerzőjének Alberto Iglesiasnak a zenéjét beépítették a színpadi produkcióba is, amelyhez Max és Ben Ringham írtak további zeneszámokat. A főszerepeket Diana Rigg, Lesley Manville, Mark Gatiss, Joanne Froggatt, Colin Morgan és Charlotte Randle játszották. Általában jó kritikákat kapott, néhány kritikus szerint még javított is a filmen.
Magyarországon a Pesti Színház mutatta be 2010. február 27-én.

## Fordítás
- Ez a szócikk részben vagy egészben  az    All About My Mother  című angol Wikipédia-szócikk ezen változatának fordításán alapul.  Az eredeti cikk szerkesztőit annak laptörténete sorolja fel. Ez a jelzés csupán a megfogalmazás eredetét és a szerzői jogokat jelzi, nem szolgál a cikkben szereplő információk forrásmegjelöléseként.